# Kakonkallio
Kakonkallio är en kulle i Finland. Den ligger i Letala i landskapet Egentliga Finland, i den sydvästra delen av landet, 200 km väster om huvudstaden Helsingfors. Toppen på Kakonkallio är 32 meter över havet.
Terrängen runt Kakonkallio är mycket platt. Runt Kakonkallio är det glesbefolkat, med 15 invånare per kvadratkilometer. Närmaste större samhälle är Raumo, 19,7 km norr om Kakonkallio. I omgivningarna runt Kakonkallio växer i huvudsak barrskog.